# Sébastien Matty
Sébastien Matty est un entrepreneur du secteur de l’immobilier et de la construction. Il est le président de GA Smart Building depuis 2014, un groupe pionnier de la construction hors-site.

## Formation et vie personnelle
Après avoir suivi une classe préparatoire scientifique, Sébastien Matty a débuté son cursus à l'École Centrale de Lyon et l'a achevé à l'École Centrale de Paris, où il a obtenu son diplôme d'ingénieur en 1996.
Sébastien Matty a rencontré sa femme pendant ses études et ils ont ensemble trois enfants.

## Carrière
Après ses études, Sébastien Matty a intégré le groupe Bouygues en tant qu’ingénieur travaux, puis est devenu responsable commercial. Il a pris trois ans après la direction d’Elan, filiale du groupe dédié au management de projets. Il a ensuite été nommé à la direction générale de Bouygues Bâtiment Île-de-France Construction Privée, qui réalise pendant cette période des projets tels que la Tour T1 de la Défense, les sièges sociaux de Microsoft et de Bouygues Telecom à Issy-les-Moulineaux et le centre commercial de Paris Beaugrenelle.
Fin 2013, il a été sollicité pour prendre la direction d’une entreprise au positionnement atypique dans l’immobilier et la construction. Il succède ainsi en 2014 à Robert Dagrassa en tant que président de GA.

## Faits marquants
En 2015, sous la présidence de Sébastien Matty, le Groupe GA, engagé dans la recherche de la performance énergétique, inaugure Agua, son nouveau siège à Toulouse. Construit en sept mois, il s’agit du premier immeuble tertiaire à énergie positive de Franceet il est labellisé Bepos-Effinergie. Il obtient le prix Smart building 2016 à la Cop 22.
En 2016, Sébastien Matty dévoile le campus Thales Bordeaux, un campus tertiaire de 60 000 m² réalisé en 18 mois, qui a reçu le prix du meilleur projet BIM (building information modeling) 2016 lors des Tekla Global BIM Awards et le prix « campus » au salon de l'immobilier d'entreprise (Simi) 2016. Avec le déploiement du BIM à grande échelle, le Groupe deviendra le pionnier de la modélisation numérique dans le BTP et lancera avec l’Institut national des sciences appliquées de Toulouse un MOOC (Massive open online course) pour découvrir les apports du numérique dans l’industrie du bâtiment et le rôle du BIM Manager.
En 2017, Sébastien Matty réalise une opération de structuration du capital du Groupe GA. Dans le cadre d’un management buy out (MBO), les salariés deviennent actionnaires majoritaires avec 60 % du capital de l'entreprise tandis que les 40 % restants sont détenus par un pool d'investisseurs financiers, composé de Ixo Private Equity (20 %), BNP Développement (7 %), BPI France (4 %), GSO capital, la structure d'investissement du Crédit Agricole (4 %), et Multi croissance, filiale de capital-investissement de la Banque Populaire Occitane (4 %).
Un an après, en 2018, il réalise une opération de croissance externe avec l’acquisition d’Ossabois auprès de Bouygues Immobilier, afin d'améliorer l’empreinte carbone de ses opérations en trouvant de nouvelles solutions innovantes mixtes bois/béton, d’optimiser encore ses délais de construction en complétant sa démarche constructive par l'approche modulaire d'Ossabois et d’accélérer son développement sur le marché résidentiel au travers notamment de projets en hôtellerie, de résidences étudiants et d'opérations mixtes.
En janvier 2022, il nomme Sophie Meynet à la direction générale de son pôle résidentiel, avec pour mission de renforcer le positionnement de GA Smart Building sur ce marché. En septembre, ils dévoilent ensemble au grand public Rooj by GA, la nouvelle branche de logements bas carbone, construits hors-site.
En 2023, GA Smart Building fait partie des 14 sociétés françaises lauréates du programme Best Managed Companies de Deloitte France.

## Reconnaissances
En 2017, Sébastien Matty a été nommé Entrepreneur de l'année pour le Grand Sud (Nouvelle Aquitaine et Occitanie) par EY.
En 2023, il est distingué par le prix de l'Entrepreneur à impact remis par La Dépêche afin de saluer les engagements du constructeur et promoteur pour limiter les impacts de l'acte de construire sur son environnement.